# Fusil antichar wz.35
 (octobre 2014).
Le fusil antichar wz. 35 (en polonais Karabin przeciwpancerny wzór 35 ou kb ppanc wz. 35) est un fusil antichar polonais développé au milieu des années 1930 et fabriqué depuis 1938 à Varsovie.

## Histoire
Le fusil antichar wz. 35 est développé par un groupe d'ingénieurs dirigé par Józef Maroszek.
Contrairement aux autres fusils antichar, le fusil polonais n'utilise pas des projectiles anti-blindage mais des projectiles à plomb. Ces projectiles sont tirés à grande vélocité grâce à une charge de poudre augmentée et un long canon.
Au début de la Seconde Guerre mondiale, le fusil antichar wz. 35 est capable de percer le blindage de la plupart des chars de l'époque. Il perce à 100 mètres un blindage de 33 mm et à 300 mètres un blindage de 15 mm. Il faut noter que sa pénétration est meilleure que celle du fusil antichar Boys d'un calibre plus grand (13,95 mm). Son inconvénient est une courte portée (300 mètres), mais c'est le cas de tous les fusils antichar de calibre comparable.
Les premiers essais sont effectués avec un projectile standard SC, la charge de poudre est augmentée. Pour arriver à un résultat satisfaisant, des différentes poudres à base de nitrocellulose sont testées. Le fruit de ces essais est une poudre modifiée et un nouveau projectile DS, avec lesquels la vélocité atteint 1 300 m/s. La partie cylindrique du projectile DS est allongée, son cône arrière supprimé. Le projectile DS est en plomb encastré dans une coquille d'acier au maillechort. Son poids est de 14,579 g.
Lors des essais, on constate une usure rapide du canon ainsi que des problèmes de blocage de douilles en raison de haute pression. Pour résoudre ces problèmes un nouveau type de munition a été créé. Le projectile reste inchangé et la douille est modifiée. La nouvelle douille est réalisée en alliage de cuivre (67 %) et de zinc (33 %) et a une longueur de 107,67 mm. Elle est chargée de 11,15 g de poudre sans fumée. La masse totale de la cartouche est de 64,25 g et sa longueur est égale à 131,2 mm. Le projectile DS tiré par le fusil antichar wz. 35 atteint une vélocité d'environ 1250–1 275 m/s.

## En service

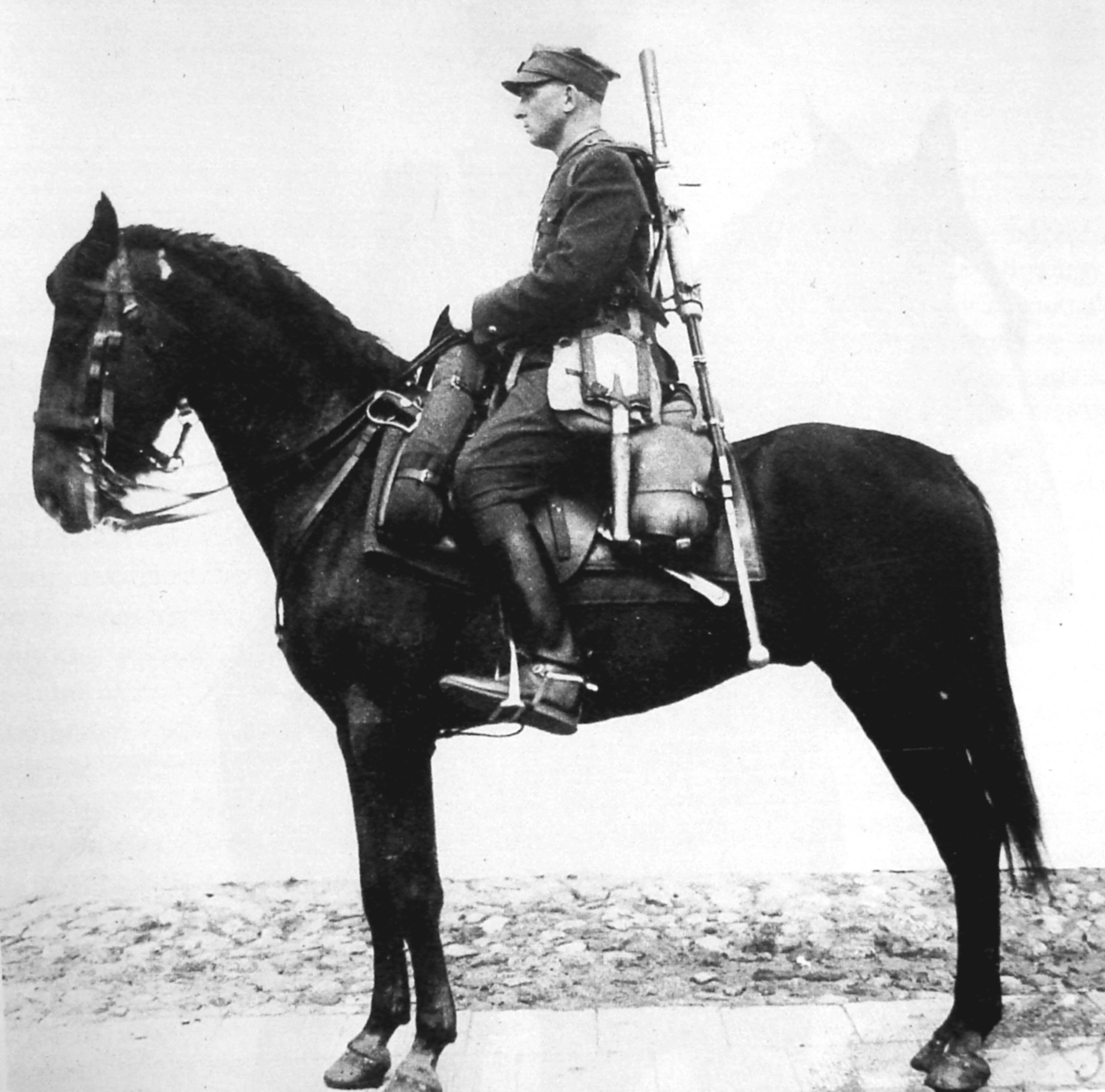
Uhlan avec un fusil antichar wz.35

Sa mise en service est couverte par le secret militaire. Le fusil aurait prétendument dû être exporté en Uruguay d'où le nom commun de l'arme: Ur. Le fusil est livré dans des caisses en bois portant l'écriteau « Nie wolno otwierać - sprzęt mierniczy » (Interdiction d'ouvrir - matériel de mesure) et d'après d'autres sources « Nie otwierać - sprzęt optyczny » (Ne pas ouvrir - matériel optique). Les caisses sont stockés en tant que réserve de mobilisation secrète, et ne peuvent être ouvertes que sur l'ordre du ministre des Affaires militaires. L'ordre de former des officiers et des soldats choisis pour manier l'arme  n'est donné que le 15 juillet 1939.
Environ 3 500 exemplaires de l'arme ont été livrées à l'armée polonaise avant le déclenchement du conflit en 1939. Les numéros de série connus laissent suggérer qu'il y en en avait davantage, mais le secret lié à l'arme ne rend pas facile à connaître leur nombre exact. Pendant de nombreuses années le bruit courut que le secret militaire avait été exagéré, et que pour cette raison beaucoup de détachements n'avaient pas utilisé l'arme au combat, mais des études approfondies démontrent le contraire. Par ailleurs, le secret a été gardé jusqu’à la guerre et l'arme a donc été une surprise totale pour les Allemands. Le fusil s'est ainsi avéré être une arme efficace, capable de percer à moins de cent mètres le blindage de n'importe quel char allemand de l'époque, y compris le plus moderne Panzerkampfwagen III.

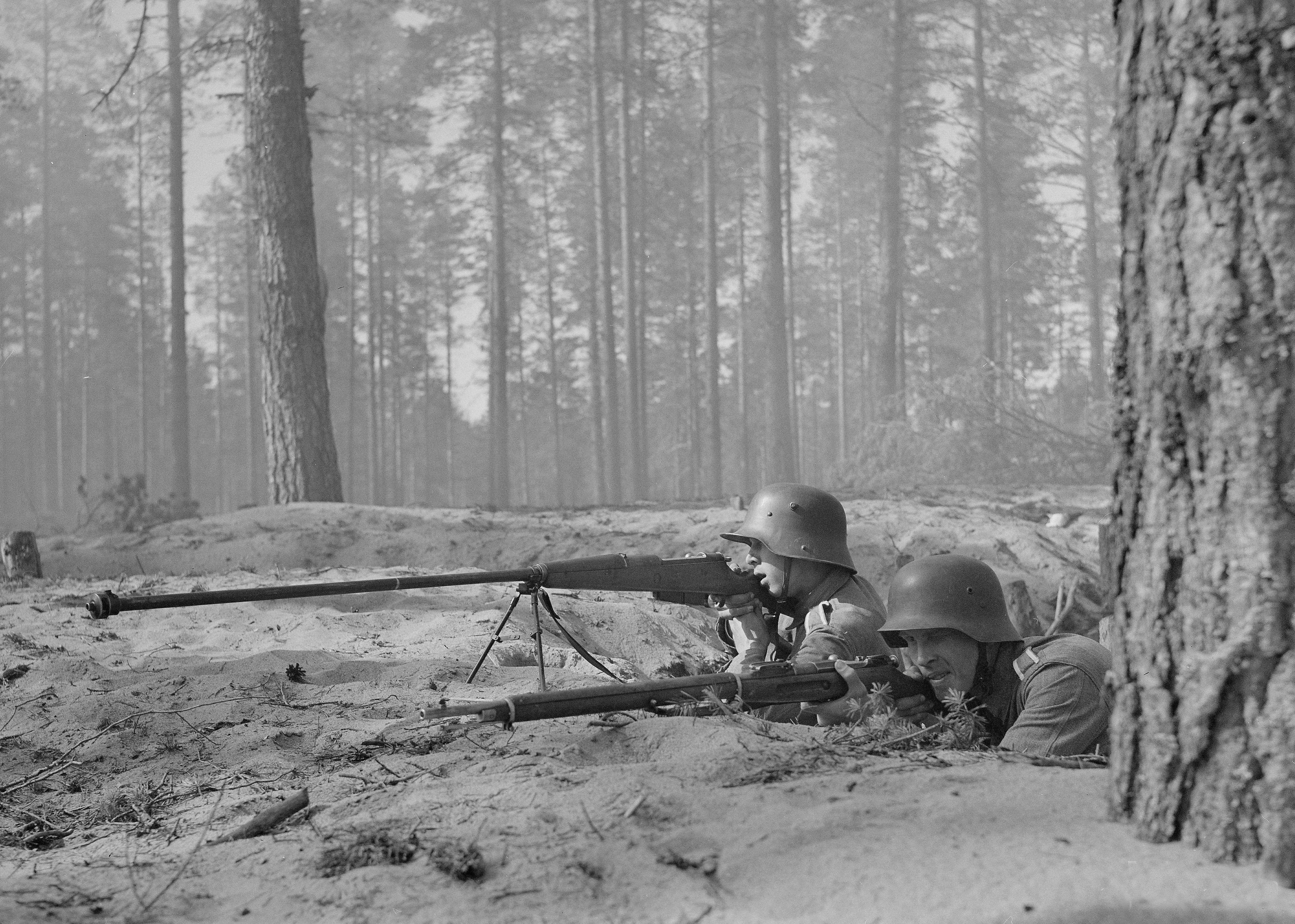
Soldats finlandais avec un fusil antichar wz.35, 1942

Après la campagne de Pologne, un grand nombre de ces armes fut pris par les Allemands. Le fusil reçoit alors la désignation de Panzer Buchse 35 (polnisch) (PzB 35(p)). Des troupes allemandes en sont équipées, dont les parachutistes lors de la prise du Fort d'Ében-Émael. Certaines sources prétendent que les Allemands auraient changé la munition d'origine pour les cartouches de PzB 39. Le nombre de fusils antichar wz. 35 ne suffit cependant pas aux besoins de l'armée allemande, poussant les Allemands à mettre au point une arme de même type. Pour ces raisons, le fusil antichar wz. 35 est finalement retiré du service. En 1940, environ 800 exemplaires ont été vendus au royaume d'Italie (connu sous le nom de fucile controcarro 35(P)), Italie qui les utilise sur tous les fronts.
Certaines solutions techniques du fusil antichar wz. 35 ont inspiré le constructeur du PTRD soviétique.

### Pays utilisateurs
- Pologne
- Reich allemand
- Royaume d'Italie
- Finlande

## Les exemplaires préservés
Peu d'exemplaires ont survécu à la guerre. Leur nombre exact est inconnu. On peut en voir quelques-uns dans les musées suivants :
- Musée de l'Armée polonaise à Varsovie.
- Musée de l'armement à Poznań.
- Musée des armes polonaises à Kołobrzeg.
- Musée de l'Armée de terre à Bydgoszcz[4].
- Imperial War Museum à Londres.